# Michal Burian
Michal Burian (* 25. prosince 1957 Přerov) je český podnikatel a politik, expert v oblasti evropských fondů, původní profesí agronom, v letech 2006 až 2010 zastupitel obce Železné v okrese Brno-venkov, nestraník za hnutí STAN.

## Život
V letech 1978 až 1982 vystudoval obor fytotechnický na Agronomické fakultě Vysoké školy zemědělské v Brně (získal titul Ing.). Původní profesí je tedy agronom, toto povolání také několik let vykonával. Hned v lednu 1990 však začal podnikat v oblasti zpracování zemědělských produktů a poradenství, což ho přivedlo k cestovnímu ruchu. V roce 1993 založil první nevládní agroturistickou organizaci v ČR s názvem ECEAT CZ (European Centre for Ecology and Tourism), které od té doby předsedá. V letech 2000 až 2008 byl také generálním sekretářem ECEAT-International. V roce 2024 probíhá ukončení činnosti národní i mezinárodní organizace.
V polovině 90. let 20. století získal certifikát na The Prince of Wales Business Leaders Forum ve Velké Británii v oblasti mezisektorového partnerství jako základního předpokladu udržitelného rozvoje a rovněž certifikát na Univerzitě Karlově v Praze v oblasti managementu neziskových organizací. V letech 2000 až 2004 vystudoval doktorský obor aplikovaná krajinná ekologie se speciálním zaměřením na udržitelný cestovní ruch na Mendelově zemědělské a lesnické univerzitě v Brně (získal titul Ph.D.).
V roce 1994 založil rodinnou firmu – cestovní agenturu specializující se na pobyty na farmách po celé Evropě, na jejímž provozu se do roku 2018 podílel. V minulosti se také intenzívně věnoval evropským fondům, jeho firma připravila desítky projektů pro obce i podnikatele. Do konce února 2016 byl souběžně ředitelem centra Eden, vzdělávacího, zábavního a inspiračního centra na Vysočině, jehož koncept připravoval. Do roku 2023 se věnoval poradenské činnosti v oblasti strategického marketingu cestovního ruchu a předsedal destinační společnosti Brněnsko, z.s. Přednáší v tuzemsku i zahraničí, je externím pedagogem na Mendelově univerzitě v Brně a dalších školách. Před několika lety v rámci "přípravy na penzi" přesedlal do oboru gastronomie. V roce 2022 otevřel na hradě Veveří bistro Winston, které je gastronomickou připomínkou opakovaných návštěv sira Winstona Spencer-Churchilla na tomto hradě.   
Michal Burian žije v obci Železné v okrese Brno-venkov, je ženatý a má dvě dospělé děti. Ve volném čase chodí na ryby, věnuje se zahradě a svým kočkám.

## Politické působení
Do komunální politiky vstoupil, když byl v komunálních volbách v roce 2006 zvolen jako nestraník za ČSSD zastupitelem obce Železné v okrese Brno-venkov. Ve volbách v roce 2010 mandát neobhajoval. Ve volbách v roce 2014 kandidoval na posledním místě kandidátky (tentokrát jako nestraník za hnutí STAN).
V krajských volbách v roce 2016 kandidoval jako nestraník za STAN do Zastupitelstva Jihomoravského kraje za subjekt "Starostové pro Jižní Moravu" (tj. STAN a SOM). 
Ve volbách do Evropského parlamentu v roce 2014 kandidoval jako nestraník za hnutí STAN na kandidátce subjektu "Koalice TOP 09 a STAN". Ve volbách do Senátu PČR v roce 2016 kandidoval za hnutí STAN v obvodu č. 55 – Brno-město. Se ziskem 17,26 % hlasů skončil na 4. místě a do druhého kola nepostoupil.